# Billy Cook
William Edward "Billy" Cook (Joplin, EUA, 23 de Dezembro de 1928 - São Rafael, Califórnia, 12 de Dezembro de 1952) foi um assassino em série dos Estados Unidos, que matou seis pessoas no Missouri e na Califórnia.
Era conhecido por ter tatuado Hard Luck (má-sorte) nas falanges da mão esquerda e por ter uma deformação na pálpebra do olho direito, que não fechava completamente.
Seus crimes foram cometidos no Estados do Missouri e da Califórnia, no início dos anos 50. Cook foi capturado no México e julgado na Califórnia, onde foi condenado à pena de morte. Morreu aos 23 anos, na câmara de gás da Prisão de San Quentin, em São Rafael.
O seu corpo foi levado para a sua cidade-natal, onde foi enterrado no cemitério de Peace Church, numa campa sem nome.
Vítimas:
- Carl Mosser (33 anos)
- Thelma Mosser (29 anos)
- Ronald Dean Mosser (7 anos)
- Gary Carl Mosser (5 anos)
- Pamela Sue Mosser (3 anos)
- Robert Dewey (32 anos)